# 杰斐逊镇区 (艾奥瓦州约翰逊县)
傑佛遜鎮區（英語：Jefferson Township）是位於美國愛荷華州約翰遜縣的一個行政鎮區。

## 地方資料
根據2010年美國人口普查的數據，傑佛遜鎮區的面積為68.24平方千米，當中陸地面積為65.76平方千米，而水域面積為2.48平方千米。當地共有人口4122人，而人口密度為每平方千米60.4人。